# Podhradí (Zlín)
Podhradí é uma comuna checa localizada na região de Zlín, distrito de Zlín.